# Агнешка Яжембовска
Агнешка Яжембовска (на полски: Agnieszka Jarzębowska) е полска поетеса, лауреат на много литературни конкурси, авторка на произведения в жанра лирика и сатира.

## Биография и творчество
Агнешка Яжембовска е родена през 1959 г. в Шерадз, Полша. Следва в Лодзкия университет. Прави литературния си дебют през 1981 г. в „Академичен вестник“.
Първата ѝ книга, сборникът с епиграми „Усмивки и усмивчици“, е издадена през 2010 г. Първата ѝ стихосбирка „Десетична запетая“ е издадена през 2012 г. с превод и на немски език. Следват още няколко нейни сборници с поезия и епиграми, сред които „Без шеги“, сборници с фрашки („фрашка“ – кратко лирическо произведение, най-често с хаплив или ироничен характер).
Стиховете ѝ са преведени на английски, сръбски, немски, литовски, словашки, български, холандски, италиански, руски, телугу, унгарски и шведски. Публикувана е в много национални и международни антологии. Творбите ѝ са носители на награди на литературни конкурси. Получава отличието „Златен камък“ за 2017 г. За своята професионална и социална работа тя е наградена с Национален медал за образование, отличена е с наградата за цялостно творчество от Writers Corner International в Индия, наградата на град Серадз за творчески постижения през 2012 г., както и други награди.
Гост на 14-ия световен ден на поезията и 2-рите европейски поетични диалози, Лондон 2014; на XXIII международен фестивал на поезията „Май на Нерис“, Вилнюс 2016; на IV, V и VI международен фестивал на поезията „Славянска брошка“, Лондон 2016, 2017, 2018; на II, III и IV международен фестивал на поезията „Духовност без граници“, Пловдив 2017, 2018, 2019; „Славянска брошка“, Чеховице-Джеджице 2018.
Член е на литературния кръг „Анима“ и неформалната група „Поети след работно време“, на международната литературна и артистична група „Квадрат“, почетен член е на литературния клуб „Янов“, симпатизант е на поетичната група DESANT. Авторка е на любителски снимки.

## Произведения

### Поезия
- Miejsce po przecinku/Die Stelle nach dem Komma (2012) – на полски и немски[1]
- Układam siebie/Slažem (2012) – на полски и сръбски
- Przekładaniec (2014) – на полски и литовски
- Bez żartów (2017)

### Епиграми (фрашки)
- Uśmiechy i uśmieszki (2010) – 200 епиграми[1]
- Fraszkomat (2012)
- NIC-nothing (2014) – на полски и английски